# Anolis danieli
Anolis danieli (аноліс Даніела) — вид ігуаноподібних ящірок родини анолісових (Dactyloidae). Ендемік Колумбії.

## Опис
Аноліс Даніела — великий довгохвостий аноліс, довжина якого (без врахування хвоста) може досягати 12 см, а довжина хвоста — 33 см.

## Поширення і екологія
Аноліси Даніела мешкають в горах Західного і Центрального хребтів Колумбійських Анд в департаменті Антіокія. Вони живуть у вологих гірських тропічних лісах і хмарних лісах, у вторинних лісах та в садах. Зустрічаються на висоті від 1200 до 1800 м над рівнем моря.